# François Ozon
Pour les articles homonymes, voir Ozon.
Ne doit pas être confondu avec François Rozon ou François Uzan.
François Ozon, né le 15 novembre 1967 à Paris, est un réalisateur, scénariste et producteur de cinéma français.
Il est l'un des rares cinéastes français à s'occuper à la fois de la réalisation, de l'écriture et de la production de ses films. Il est souvent comparé au réalisateur américain Woody Allen : comme lui, il varie les genres (drame, comédie, comédie musicale) et produit presque un film par an.
Il est l'un des réalisateurs français le plus souvent nommés aux César du meilleur film et du meilleur réalisateur (six nominations) sans jamais en remporter un seul. Il reçoit, en 2003, un Lumière de la meilleure mise en scène pour sa comédie musicale Huit Femmes et, en 2012, une Coquille d'or au 60e Festival de Saint-Sébastien pour Dans la maison, une histoire de vampirisation d’un professeur de français (incarné par Fabrice Luchini) par un élève surdoué.

## Biographie

### Famille et vie privée
François Ozon est né d'un père biologiste et d'une mère professeure de français, dans une famille de quatre enfants. Il reçoit une éducation catholique et se déclare être homosexuel,.

### Formation
Ozon se passionne très tôt pour le cinéma. Il fait quelques apparitions comme figurant, notamment dans L'Étudiante, de Claude Pinoteau, et tourne quelques courts métrages amateurs en super 8 dans lesquels il fait jouer les membres de sa famille.
Après une maîtrise de cinéma à l'université Paris-I, il intègre, en 1990, le département Réalisation de La Fémis, dont il sort diplômé avec la promotion 1994. Il y rencontre ses futurs producteurs Olivier Delbosc et Marc Missonnier.

### Les débuts
À sa sortie de l'école, François Ozon tourne ses premiers courts métrages « professionnels », qui lui assurent très vite une certaine reconnaissance dans le milieu du cinéma. Ces films obtiennent de nombreux prix dans des festivals. Durant dix années, il enchaîne les courts métrages, avant de passer au long métrage avec Sitcom (1998). C'est Sous le sable qui lui vaut, en 2000, une large reconnaissance publique et critique.
Il rencontre à Paris Philippe Rombi, qui écrit des compositions musicales pour des élèves de La Femis en parallèle de ses études au CNSMDP. Celui-ci signera la quasi-totalité des bandes originales de films de François Ozon.
En 2003, François Ozon fonde la société de production FOZ, qui coproduit la plupart de ses films.

### Jury de festival
En 2012, François Ozon est membre du jury de la 62e édition du festival international du film de Berlin, présidée par Mike Leigh, en compagnie de Charlotte Gainsbourg et de Jake Gyllenhaal.

### Décoration
- Officier de l'ordre des Arts et des Lettres (2011)[9]

## Analyse de l'œuvre

### Thématiques

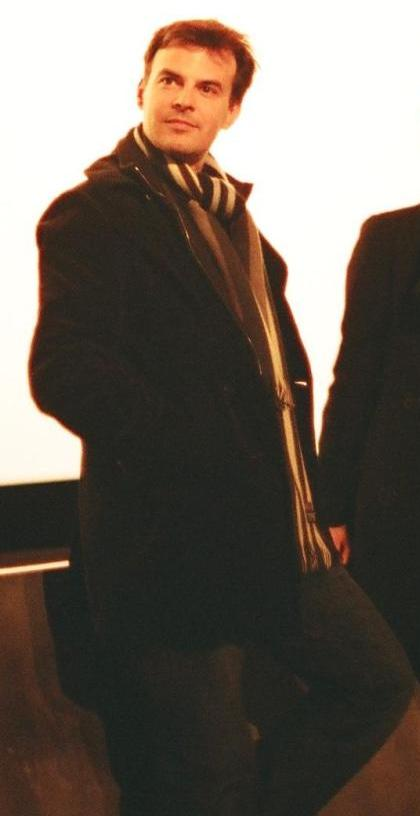
François Ozon à l'UGC Ciné Cité Les Halles, novembre 2005.

La sexualité, l'ambiguïté, l'ambivalence et la subversion des normes sociales ou familiales sont certains de ses thèmes privilégiés.
Ses longs métrages démontrent une grande cinéphilie et procèdent par citations visuelles, de Jean-Luc Godard à Claude Chabrol, en passant par François Truffaut, Alain Resnais, Douglas Sirk, Luchino Visconti, Joseph L. Mankiewicz, Billy Wilder, Pedro Almodóvar ou encore Rainer Werner Fassbinder dont il adapte deux pièces, Gouttes d'eau sur pierres brûlantes et Peter von Kant.
Il tourne un film par an en moyenne et aime explorer divers genres qu'il mêle parfois : drame intimiste, mélodrame, film fantastique, comédie, film policier, comédie musicale, film noir, thriller ou film à costume. Ses scénarios s'attachent à relater le voyage intérieur de ses protagonistes, majoritairement féminins, qui se trouvent confrontés à la difficulté d'affirmer leurs désirs dans une société normative ou violente. Dans sa manière de filmer, Ozon alterne réalisme et artificialité revendiquée. Il a souvent recours à une forme de stylisation extrême (décors, costumes, manière de filmer, musique) pour faire émerger une vérité cachée sur ses personnages et jouer sur la confusion du vrai et du faux.
Dès Sitcom, son premier long métrage, il se penche sur la naissance de passions transgressives chez l'individu et la destruction des conventions établies. Sous le sable, qui relance la carrière de Charlotte Rampling, relate le parcours d'une femme d'âge mur en plein déni de la mort de son époux. Huit Femmes adapte une comédie policière du théâtre de boulevard écrite par Robert Thomas. Ce huis clos humoristique, kitsch et vénéneux se situe dans les années 1950 et réunit un casting exclusivement féminin sur l'exemple de Women, film de 1938 de George Cukor. Parmi les huit vedettes sollicitées se trouvent Catherine Deneuve, Isabelle Huppert, Fanny Ardant, Emmanuelle Béart, Danielle Darrieux et Ludivine Sagnier. Le film, qui est un grand succès critique et public, reçoit l'Ours d'argent de la meilleure contribution artistique pour sa distribution lors du festival de Berlin 2002. Swimming Pool se conçoit comme une relecture de La Piscine de Jacques Deray, portée par un face-à-face malsain entre Charlotte Rampling et Ludivine Sagnier (qui fut révélée par Gouttes d'eau sur pierres brûlantes). Le film 5×2 propose une intrigue à rebours en cinq séquences sur la vie d’un couple, débutant sur le divorce et s'achevant sur la rencontre amoureuse.
Le Temps qui reste brosse le portrait d'un photographe homosexuel atteint d'un cancer qui réfléchit sur la manière de mener ses derniers mois de vie. Angel, tiré d'un roman d'Elizabeth Taylor, est tourné en anglais avec une distribution internationale. Cette réalisation revisite le mélodrame d'époque flamboyant, entre ironie et célébration, dans la lignée de Douglas Sirk et Vincente Minnelli. Ricky mêle peinture du monde ouvrier et onirisme tel que le pratique le réalisme magique. Avec Potiche, interprété notamment par Catherine Deneuve, Fabrice Luchini et Gérard Depardieu, le cinéaste s'intéresse à l'émancipation d'une femme au foyer, bourgeoise, dans les années 1970. Ozon revient alors à l'adaptation d'une pièce de boulevard dans un mélange d'humour et de kitsch analogue à l'esprit de Huit Femmes. Il évoque ensuite le parcours d'une jeune fille de bonne famille, apparemment structurée, qui s'adonne à la prostitution occasionnelle dans Jeune et Jolie.
Avec Grâce à Dieu, François Ozon réalise un film ancré dans l'actualité en retraçant le combat des victimes d'un prêtre pédophile du diocèse de Lyon pour obtenir réparation face au silence de la hiérarchie catholique locale, notamment le cardinal Barbarin. Le film obtient le grand prix du jury à la Berlinale 2019. François Ozon se défend d'avoir fait un film contre l'Église, et le voit comme un film qui « vise à aider l'Église à comprendre toutes les maladresses et erreurs qui ont été commises ». Le 7 mars 2019, à la suite de la condamnation du cardinal Barbarin à six mois de prison avec sursis (jugement cassé le 30 janvier suivant en appel, le délit n'étant pas constitué), François Ozon déclare : « La justice n’a pas eu besoin de mon film pour donner son verdict. Les faits étaient connus, dans des articles, des livres, des reportages et surtout dans les témoignages des victimes ».

## Filmographie

### Longs métrages
- 1998 : Sitcom
- 1999 : Les Amants criminels
- 2000 : Gouttes d'eau sur pierres brûlantes
- 2000 : Sous le sable
- 2001 : Huit Femmes
- 2003 : Swimming Pool
- 2004 : 5×2
- 2005 : Le Temps qui reste
- 2007 : Angel
- 2009 : Ricky
- 2010 : Le Refuge
- 2010 : Potiche
- 2012 : Dans la maison
- 2013 : Jeune et Jolie
- 2014 : Une nouvelle amie
- 2016 : Frantz
- 2017 : L'Amant double
- 2018 : Grâce à Dieu
- 2020 : Été 85
- 2021 : Tout s'est bien passé
- 2022 : Peter von Kant
- 2023 : Mon crime
- 2024 : Quand vient l'automne
- 2025 : L'Étranger

### Courts métrages et moyens métrages
- 1988 : Photo de famille
- 1988 : Les Doigts dans le ventre
- 1990 : Mes parents un jour d'été
- 1991 : Une goutte de sang
- 1991 : Peau contre peau (les risques inutiles)
- 1991 : Le Trou madame
- 1991 : Deux plus un
- 1992 : Thomas reconstitué
- 1993 : Victor
- 1994 : Une rose entre nous
- 1994 : Action vérité
- 1995 : La Petite Mort
- 1996 : Une robe d'été
- 1996 : L'Homme idéal[13]
- 1997 : Scènes de lit
- 1997 : Regarde la mer
- 1998 : X2000
- 2006 : Un lever de rideau

## Box-office
| Film                                       | France            | Mondial      |
| ------------------------------------------ | ----------------- | ------------ |
| Sitcom (1998)                              | 200 221 entrées   | —            |
| Les Amants criminels (1999)                | 40 754 entrées    | —            |
| Gouttes d'eau sur pierres brûlantes (2000) | 62 349 entrées    | —            |
| Huit Femmes (2002)                         | 3 711 394 entrées | 42 403 014 $ |
| Swimming Pool (2003)                       | 711 723 entrées   | 22 416 720 $ |
| 5×2 (2004)                                 | 530 971 entrées   | 4 721 622 $  |
| Le Temps qui reste (2005)                  | 287 480 entrées   | 2 883 058 $  |
| Angel (2007)                               | 169 353 entrées   | 1 594 799 $  |
| Ricky (2009)                               | 243 346 entrées   | 2 133 268 $  |
| Le Refuge (2010)                           | 114 309 entrées   | 504 718 $    |
| Potiche (2010)                             | 2 318 221 entrées | 28 816 050 $ |
| Dans la maison (2012)                      | 1 195 518 entrées | 13 364 713 $ |
| Jeune et Jolie (2013)                      | 712 767 entrées   | 7 613 812 $  |
| Une nouvelle amie (2014)                   | 568 161 entrées   | 4 822 745 $  |
| Frantz (2016)                              | 637 625 entrées   | 6 930 927 $  |
| L'Amant double (2017)                      | 387 829 entrées   | 4 248 574 $  |
| Grâce à Dieu (2019)                        | 915 327 entrées   | 7 592 193 $  |
| Été 85 (2020)                              | 363 976 entrées   | 2 959 725 $  |
| Tout s'est bien passé (2021)               | 255 919 entrées   | 1 951 810 $  |
| Peter von Kant (2022)                      | 81 885 entrées    | 541 680 $    |
| Mon crime (2023)                           | 1 091 444 entrées | 8 504 116 $  |
| Quand vient l'automne (2024)               | 674 174 entrées   |              |

## Distinctions

### Récompenses
- 1996 : Festival européen du film court de Brest - Grand prix pour Une robe d'été
- 1996 : Prix du Syndicat français de la critique de Cinéma du meilleur court métrage pour Action vérité
- 1997 : Outfest de Los Angeles - Prix du public pour Une robe d'été
- 1998 : Festival d'Avignon - Prix Panavision pour Scènes de lit
- 1999 : Festival de Sitges - Prix du meilleur scénario pour Les Amants criminels
- 1999 : Festival de cinéma international d'Orense (es) - Prix du jury pour X2000
- 1999 : Festival international du court métrage d'Oberhausen - Prix Interfilm pour X2000
- 1999 : Festival du court métrage de Clermont-Ferrand - Mention spéciale du jury pour l'ensemble de ses courts métrages
- 2000 : Festival du film LGBT de New York (en) - Grand prix pour Gouttes d'eau sur pierres brûlantes
- 2000 : Outfest de Los Angeles - Grand prix pour Les Amants criminels
- 2000 : Festival de Berlin - Teddy pour Gouttes d'eau sur pierres brûlantes
- 2002 : Festival de Berlin - Prix des lecteurs du jury du Berliner Morgenpost pour Huit Femmes
- 2003 : Lumière de la meilleure mise en scène pour Huit Femmes
- 2003 : Festival international du film de Bangkok - Grand prix pour Swimming Pool
- 2005 : Festival international du film de Valladolid - Prix d'argent pour Le Temps qui reste
- 2009 : Festival de Saint-Sébastien - Prix spécial du jury pour Le Refuge
- 2012 : Prix FIPRESCI au festival international du film de Toronto pour Dans la maison
- 2012 : Festival de Saint-Sébastien - Coquille d'or du meilleur film et prix du jury pour le meilleur scénario pour Dans la maison
- 2013 : Meilleur scénariste lors de la 26e cérémonie des Prix du cinéma européen pour Dans la maison
- 2014 : Festival de Saint-Sébastien - Prix Sebastiane pour Une nouvelle amie
- 2019 : Berlinale - Grand prix du jury pour Grâce à Dieu
- 2020 : Trophées du Film français - Trophées duos réalisateur - producteur pour Grâce à Dieu
- 2024 : Festival de Saint-Sébastien - Prix du jury du meilleur scénario pour Quand vient l'automne (avec Philippe Piazzo)

### Nominations et sélections
- César du cinéma :
  - 1997 : Nomination au César du meilleur court métrage de fiction - Une robe d'été
  - 2002 : Nomination au César du meilleur film et du meilleur réalisateur - Sous le sable
  - 2003 : Nomination au César du meilleur film, du meilleur réalisateur et du meilleur scénario original ou adaptation - Huit Femmes
  - 2011 : Nomination au César de la meilleure adaptation - Potiche
  - 2013 : Nomination au César du meilleur film, du meilleur réalisateur et de la meilleure adaptation - Dans la maison
  - 2017 : Nomination au César du meilleur film, du meilleur réalisateur et de la meilleure adaptation - Frantz
  - 2020 : Nomination au César du meilleur film, du meilleur réalisateur et du meilleur scénario original - Grâce à Dieu
  - 2021 : Nomination au César du meilleur film, du meilleur réalisateur et de la meilleure adaptation - Été 85[15]
- Lumières du cinéma :
  - 2021 : Nomination au Lumière de la meilleure mise en scène - Été 85[15]

- Festival de Cannes :
  - Festival de Cannes 1996 : Une robe d'été
  - Festival de Cannes 1998 : Sitcom
  - Festival de Cannes 2003 : Swimming Pool
  - Festival de Cannes 2005 : Le Temps qui reste
  - Festival de Cannes 2013 : Jeune et Jolie
  - Festival de Cannes 2017 : L'Amant double
  - Festival de Cannes 2020 : Été 85
  - Festival de Cannes 2021 : Tout s'est bien passé
- Festival de Venise :
  - Mostra de Venise 2004 : 5×2
  - Mostra de Venise 2010 : Potiche
  - Mostra de Venise 2016 : Frantz
- Festival de Berlin :
  - Berlinale 2000 : Gouttes d'eau sur pierres brûlantes
  - Berlinale 2002 : Huit Femmes
  - Berlinale 2007 : Angel
  - Berlinale 2009 : Ricky
  - Berlinale 2019 : Grâce à Dieu
  - Berlinale 2022 : Peter von Kant
- Festival de Saint-Sébastien
  - Festival de Saint-Sébastien 2009 : Le Refuge
  - Festival de Saint-Sébastien 2012 : Dans la maison
  - Festival de Saint-Sébastien 2014 : Une nouvelle amie
  - Festival de Saint-Sébastien 2024 : Quand vient l'automne